# 正交偏振光譜影像
正交偏振光譜影像（Orthogonal polarization spectral imaging）為用於顯像如指甲甲床或嘴唇中小血管的影像技術。
其光源利用波長550奈米的線形偏振光，該波段為血紅蛋白的等消光點，藉此顯像流經該血管的红血球。儀器會紀錄反光與入射光正交（及反射光與入射光夾角呈90°）的光線。偏振光會在感光耦合元件（CCD）上形成微循環的圖像，可以是靜態影像或是動態影像。產生的圖像會類似將光源放在目標物體後面透射出來的影像。
正交偏振光譜影像在低血细胞压积仍然可以使用。